# Будафок МТЕ
«Будафок МТЕ» (угор. Budafoki MTE) — угорський футбольний клуб із Будапешта, заснований 1912 року. Виступає у другому дивізіоні Угорщини.

## Історія
Клуб заснований 1912 року. 
У сезоні 1945–46 команда дебютувала у вищому дивізіоні угорського чемпіонату але посіла 13-е місце та вилітила з ліги.
13 травня 2017 «Будафок МТЕ» здобув перемогу в третьому дивізіоні та підвищився до другого дивізіону.
29 червня 2017 колишній гравець клубу Лорант Олах став спортивним директором команди.
У 1/16 фіналу Кубка Угорщини «Будафок МТЕ» був обіграний МОЛ Віді з рахунком 1–2.
У 2020 році через пандемію COVID-19 Угорська футбольна федерація скасувала турнір у другому дивізіоні, команда з Будапешту на той момент посідала другу сходинку і отримала право на підвищення та участь у вищому дивізіоні 2020—2021 років з якого по завершенню сезону вибула.
У Кубку Угорщині сезону 2022–23 років клуб вперше вийшов до фіналу, де поступився «Залаегерсегу» в додатковий час 0–2.
18 березня 2025 року головним тренером команди став Геза Месей.

## Хронологія сезонів
| Національний чемпіонат та Кубок | Національний чемпіонат та Кубок | Національний чемпіонат та Кубок | Національний чемпіонат та Кубок | Національний чемпіонат та Кубок | Національний чемпіонат та Кубок | Національний чемпіонат та Кубок | Національний чемпіонат та Кубок | Національний чемпіонат та Кубок | Національний чемпіонат та Кубок | Національний чемпіонат та Кубок | Національний чемпіонат та Кубок |
| Ліга                            | Ліга                            | Ліга                            | Ліга                            | Ліга                            | Ліга                            | Ліга                            | Ліга                            | Ліга                            | Ліга                            | Ліга                            | Кубок                           |
| Див.                            | No.                             | Сезон                           | М                               | В                               | Н                               | П                               | ЗМ–ПМ                           | Різ.                            | О.                              | Міс.                            | Кубок                           |
| ------------------------------- | ------------------------------- | ------------------------------- | ------------------------------- | ------------------------------- | ------------------------------- | ------------------------------- | ------------------------------- | ------------------------------- | ------------------------------- | ------------------------------- | ------------------------------- |
| НБІ                             | 1.                              | 1945–46                         | 26                              | 5                               | 5                               | 16                              | 41–97                           | −56                             | 15                              | 13                              | —                               |
| НБІІІ                           | 3.                              | 2016–17                         | 34                              | 28                              | 3                               | 3                               | 75–24                           | +51                             | 87                              | 1е                              | 1/16                            |
| НБІІ                            | 3.                              | 2017–18                         | 38                              | 12                              | 9                               | 17                              | 42–56                           | −14                             | 45                              | 14е                             | 1/32                            |
| НБІІ                            | 2.                              | 2018–19                         | 38                              | 12                              | 5                               | 21                              | 46–66                           | −20                             | 41                              | 16е                             | 1/32                            |
| НБІІ                            | 2.                              | 2019–20                         | 27                              | 16                              | 6                               | 5                               | 42–23                           | +19                             | 54                              | 2е                              | 1/32                            |
| НБІ                             | 1.                              | 2020–21                         | 33                              | 7                               | 6                               | 20                              | 34-74                           | −40                             | 27                              | 12                              | 1/4                             |
| НБІІ                            | 2.                              | 2021–22                         | 38                              | 11                              | 9                               | 18                              | 39–50                           | −11                             | 42                              | 14                              | 1/16                            |
| НБІІ                            | 2.                              | 2022–23                         | 38                              | 12                              | 11                              | 15                              | 39–46                           | −7                              | 47                              | 10                              | Фіналіст                        |
| НБІІ                            | 2.                              | 2023–24                         | 38                              | 12                              | 8                               | 14                              | 37–44                           | −7                              | 44                              | 10                              | 1/16                            |
| НБІІ                            | 2.                              | 2024–25                         | 30                              | 9                               | 8                               | 13                              | 44–53                           | −9                              | 35                              | 13                              | 1/32                            |